# Càldia
Càldia (en grec medieval Χαλδία, Khaldia) fou un tema de l'Imperi Romà d'Orient situat al nord-est d'Anatòlia, des de la frontera amb Geòrgia fins a Amisos, amb Trebisonda a la part central com a capital. El nom ve dels antics habitants de la zona, coneguts a l'antiguitat pel seu domini dels metalls. Fou creat al segle ix i era un dels 24 temes que van existir. A diferència dels territoris del centre d'Anatòlia, fou conservat pels romans d'Orient el 1071 després de la derrota davant els seljúcides en la batalla de Mantziciert.

## Geografia
Inicialment, la paraula Càldia (Χαλδία) feia referència a la regió situada al voltant d'Argiròpolis. A l'època de l'Imperi Romà d'Orient, aquest nom també va designar la regió costanera i la província al voltant de Trebisonda. Formava la part oriental de la Regió del Pont. Càldia estava delimitada al nord per la mar Negra, a l'est amb el principat de la Làzica (la part occidental del Regne d'Ibèria), al sud amb Capadòcia i amb l'Armènia Menor i a l'oest per la part occidental del Pont. Les dues ciutats principals de la regió eren les antigues colònies gregues de Giresun i Trebisonda, situades a les valls costaneres. L'interior muntanyós del sud de la regió es coneixia amb el nom de Caldea central. L'historiador Procopi diu que estava molt poc habitada i la descriu al segle vi com a inaccessible, però rica en minerals, sobretot en plom, però també en argent i or. Les mines de la regió van donar nom a la ciutat principal, Argiròpolis (o ciutat d'argent, avui Gümüşhane).

## Història
Els primers habitants de la regió, els calibis, es mencionen entre les primeres nacions de ferrers pels autors clàssics. De fet, el nom grec de l'acer és χάλυβας (chalibas) i podria derivar del nom dels calibis. La primera colònia de la regió va ser Trebisonda, fundada cap al 786 aC pels comerciants grecs de Milet. La colonització grega es va limitar a la costa i durant l'ocupació romana d'Anatòlia, el control sobre les tribus de l'interior només era nominal. Les regions costaneres formaven part de la província romana del Pontus Polemoniacus. Al regnat de l'emperador romà d'Orient Justinià I les tribus bel·licoses dels Sannoi (o Tzannoi) van acceptar l'autoritat imperial després de la seva conversió al cristianisme. El seu territori es va incloure a la nova província d'Armènia I Magna, amb la capital a Trebisonda.
A la segona meitat del segle vii, l'Imperi Romà d'Orient es va reformar profundament. El sistema administratiu va canviar i es van establir els temes. La regió de Càldia va ser primer una turma del tema dels Armeníacs al segle viii, i després un dukaton (territori governat per un dux). El 840 (o potser des del 824), Càldia es va convertir en un tema. Els geògrafs àrabs dels segles ix i x descriuen aquest tema de manera diferent. Segons Ibn Khurradàdhbih, incloïa sis llocs fortificats, Qudama ibn Ja'far indica que el tema comptava amb 4.000 soldats, mentre que Ibn al-Faqih va escriure que l'estrateg del tema dirigia 100.000 homes i tenia dos turmarques com a subordinats. Segons documents del segle x, l'estrateg de Càldia rebia un sou anual de 20 lliures d'or, la meitat de la tresoreria imperial i l'altra meitat provenia dels impostos recaptats a la província, inclòs l'impost sobre el comerç cobrat sobre les importants rutes comercials d'Orient que convergien a Trebisonda. A principis del segle x, la regió sud del tema, el districte de Keltzene, es va separar i es va unir al nou tema de Mesopotàmia.
Fins a les conquestes romanes d'Orient d'Orient a finals del segle x, Càldia era el tema situat a la frontera nord-est de l'imperi, i per això era una província estratègicament important. Cap al 923, el seu estrateg Bardes Boiles va intentar revoltar-se, però va ser derrotat pel general Joan Curcues, recolzat pel seu germà Teòfil Curcues, nomenat nou estrateg del tema per Romà Lecapè. Ben situat, Teòfil va oferir un suport inestimable a les campanyes del seu germà contra els àrabs. Durant els anys 1091-1095 i 1098 i després entre el 1126 i el 1140, el tema va reafirmar la seva autonomia. Durant el primer període, el dux Teodor Gabras dirigia la regió, que es va veure separada de l'Imperi per les conquestes seljúcides. A principis del segle xii, quan l'Imperi Romà d'Orient va restablir la seva autoritat sobre la zona, es va haver d'enfrontar el 1103-1104 amb la rebel·lió del governador Gregori Taronita (de la família Taronita) que va acabar derrotat. Durant el segon període (1126-1140), el dux Constantí Gabras va intentar una nova rebel·lió contra l'emperador Joan II Comnè.
Després de la divisió de l'imperi causada per la Quarta Croada el 1204, la regió es va convertir en el centre del nou Imperi de Trebisonda. Al segle xiv, aquest imperi es va veure reduït al territori de l'antic tema de Càldia. Va aconseguir sobreviure gràcies a les seves fronteres naturals, un exèrcit petit però eficient i una sòlida diplomàcia basada en aliances matrimonials. Finalment va desaparèixer després de la presa de Trebisonda pels otomans el 1461. Durant uns anys, les fortaleses situades a l'interior van continuar resistint, fins que finalment l'any 1479 tota la regió va quedar sotmesa completament quan els turcs van conquistar el castell de Golacha, l'última fortalesa cristiana a l'Anatòlia. Un gran nombre de grecs del Pont van sobreviure en aquella regió fins a l'intercanvi de població entre Grècia i Turquia l'any 1923.